# Колес
Колес (гал. Coles, ісп. Coles) — муніципалітет в Іспанії, у складі автономної спільноти Галісія, у провінції Оренсе. Населення — 3214 осіб (2009).
Муніципалітет розташований на відстані близько 410 км на північний захід від Мадрида, 8 км на північ від Оренсе.
Муніципалітет складається з таких паррокій: Альбан, А-Барра, Камбео, Колес, Гераль, Густей, Меліас, Рібела, Санта-Марінья-де-Альбан, Санто-Еусебіо-да-Пероша, Усельє.

## Демографія
Динаміка населення (INE ):

## Галерея зображень

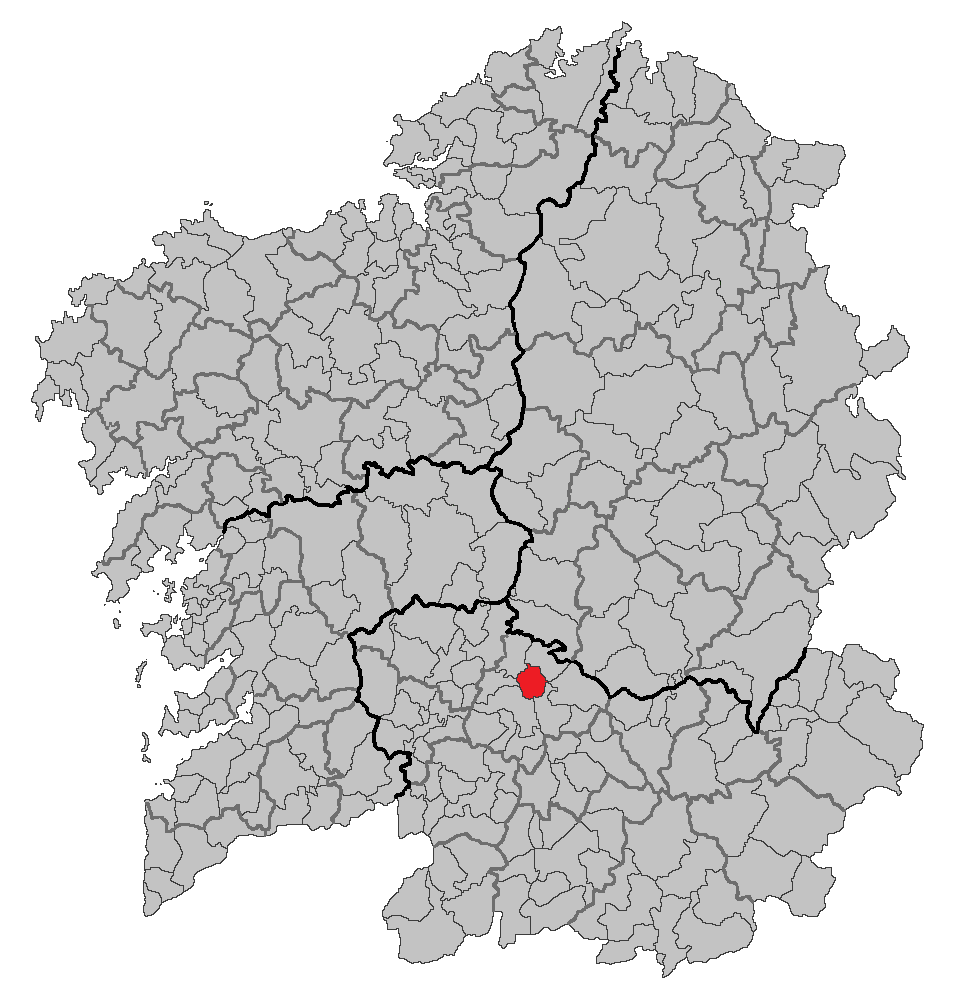
Розташування муніципалітету